# استوديو بالم
استوديو بالم (باليابانية: 有限会社パルムスタジオ، بالروماجي: Yūgen-gaisha Parumu Sutaijo) هو استوديو رسوم متحركة ياباني، تأسس في مارس عام 1999، وأغلق في عام 2007، ويقع مقره في سوغينامي في طوكيو.

## أعمال الاستوديو

### مسلسلات أنمي تلفزيونية
- تيتسوجين 28- غو  [لغات أخرى]‏ (2004)
- غينشيكين (2004)[1][2][3]
- باوتيندير (2006)[4]
- ماستر أوف إيبيك: ذا أنيميشن أيج  [لغات أخرى]‏ (2007 بالتعاون مع جونزو)

### أفلام أنمي
- شجرة بالم (2002)[5]
- تيتسوجين 28- غو: هاكوتشو نو زانغيتسو  [لغات أخرى]‏ (2007)[6][7]

### أوفا
- كوجيبيكي آنبالنس (2004–2005 بالتعاون مع أجيا-دو أنيميشن وركز)[8]

## وصلات خارجية
- استوديو بالم على موقع ANN company (الإنجليزية)